# Lista de municípios de São Paulo por área (1937)

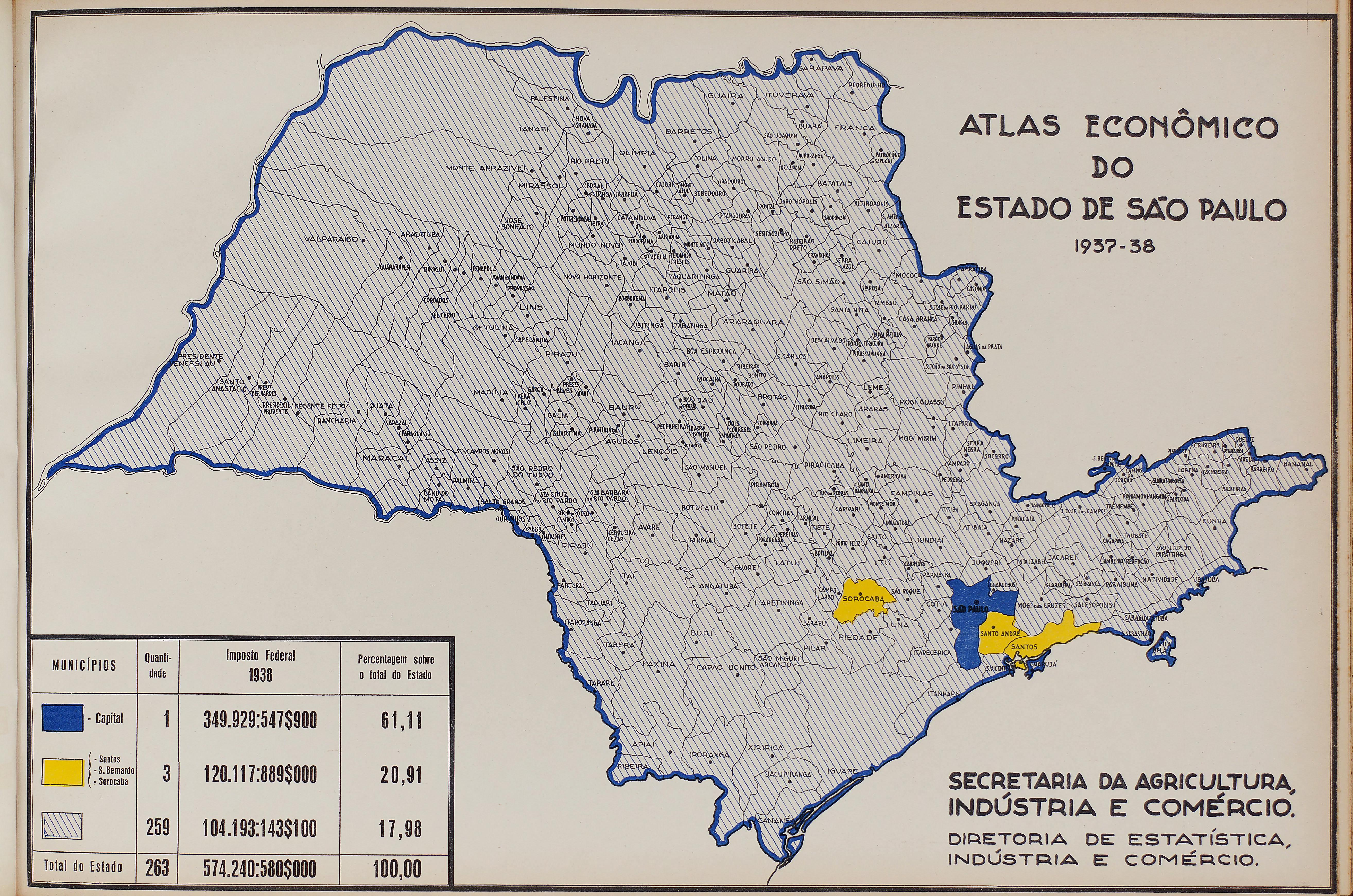
Mapa do estado de São Paulo (1937).

Esta é a divisão territorial administrativa do estado de São Paulo vigente no período entre 1937-1938, incluindo a área territorial dos municípios, com os topônimos da época. O estado de São Paulo possuía 258 municípios até 1936 e passou a contar com 263 municípios em 1937. Também no mesmo período foram criados distritos.
|      | Nome                                                                  | Área (km2) | Mun. | Distr. | Distr. policial |
| ---- | --------------------------------------------------------------------- | ---------- | ---- | ------ | --------------- |
| 1º   | Tanabi                                                                | 11176,0    | 1924 | 1906   | 1901            |
|      | Américo de Campos (distrito de Tanabi)                                |            |      | 1926   | 1925            |
|      | Cosmorama (distrito de Tanabi)                                        |            |      | 1936   | 1937            |
|      | Vila Monteiro (distrito de Tanabi)                                    |            |      | 1926   | 1926            |
| 2º   | Monte Aprazível                                                       | 8200,0     | 1924 | 1914   | 1912            |
|      | Buritama (distrito de Monte Aprazível)                                |            |      | 1927   | 1919            |
|      | Vila Gonçalves (distrito policial de Monte Aprazível)                 |            |      |        | 1937            |
|      | General Salgado (distrito de Monte Aprazível)                         |            |      | 1937   | 1937            |
|      | Vila Castilho (distrito policial de Monte Aprazível)                  |            |      |        | 1928            |
|      | Junqueira (distrito de Monte Aprazível)                               |            |      | 1930   | 1927            |
|      | União (distrito policial de Monte Aprazível)                          |            |      |        | 1929            |
|      | Macaúbas (distrito de Monte Aprazível)                                |            |      | 1928   | 1928            |
|      | Major Prado (distrito de Monte Aprazível)                             |            |      | 1934   | 1928            |
|      | Nhandeara (distrito de Monte Aprazível)                               |            |      | 1935   | 1929            |
|      | Nipoan (distrito de Monte Aprazível)                                  |            |      | 1923   | 1922            |
|      | Novo Oriente (distrito de Monte Aprazível)                            |            |      | 1934   | 1933            |
|      | Planalto (distrito de Monte Aprazível)                                |            |      | 1934   | 1923            |
|      | Vila Poloni (distrito de Monte Aprazível)                             |            |      | 1933   | 1926            |
|      | Monte Douro (distrito policial de Monte Aprazível)                    |            |      |        | 1936            |
|      | Vila Colombo (distrito policial de Monte Aprazível)                   |            |      |        | 1928            |
|      | Vicentinópolis (distrito policial de Monte Aprazível)                 |            |      |        | 1927            |
| 3º   | Valparaíso                                                            | 6254,0     | 1937 | 1934   | 1934            |
|      | Perobal (distrito policial de Valparaíso)                             |            |      |        | 1936            |
|      | Andradina (distrito de Valparaíso)                                    |            |      | 1937   |                 |
|      | Guaraçaí (distrito policial de Valparaíso)                            |            |      |        | 1936            |
|      | Comandante Arbués (distrito de Valparaíso)                            |            |      | 1937   | 1937            |
| 4º   | Presidente Wenceslau                                                  | 6150,0     | 1926 | 1925   | 1923            |
|      | Caiuá (distrito de Presidente Wenceslau)                              |            |      | 1928   | 1928            |
|      | Presidente Epitácio (distrito de Presidente Wenceslau)                |            |      | 1936   | 1933            |
| 5º   | Iguape                                                                | 5853,0     | 1639 | 1635   | 1842            |
|      | Alecrim (distrito de Iguape)                                          |            |      | 1929   | 1926            |
|      | Juquiá (distrito de Iguape)                                           |            |      | 1853   | 1847            |
|      | Prainha (distrito de Iguape)                                          |            |      | 1872   | n/d             |
|      | Pedro Barros (distrito policial de Iguape)                            |            |      |        | 1934            |
|      | Registro (distrito de Iguape)                                         |            |      | 1934   | 1925            |
| 6º   | Araçatuba                                                             | 4544,0     | 1921 | 1917   | 1916            |
|      | Lussanvira (distrito policial de Araçatuba)                           |            |      |        | 1936            |
|      | Santa Terezinha (distrito policial de Araçatuba)                      |            |      |        | 1937            |
|      | Diabase (distrito de Araçatuba)                                       |            |      | 1933   | 1934            |
|      | Rinópolis (distrito de Araçatuba)                                     |            |      | 1937   | 1937            |
| 7º   | Olímpia                                                               | 4030,0     | 1917 | 1906   | 1904            |
|      | Baguassú (distrito de Olímpia)                                        |            |      | 1925   | 1917            |
|      | Guaraci (distrito de Olímpia)                                         |            |      | 1921   | 1917            |
|      | Icém (distrito de Olímpia)                                            |            |      | 1914   | 1909            |
|      | Luiz Barreto (distrito de Olímpia)                                    |            |      | 1921   | 1919            |
|      | Orindiúva (distrito de Olímpia)                                       |            |      | 1935   |                 |
|      | Patos (distrito de Olímpia)                                           |            |      | 1921   | 1913            |
|      | Veadinho (distrito de Olímpia)                                        |            |      | 1935   | 1927            |
| 8º   | Santo Anastácio                                                       | 3950,0     | 1925 | 1921   | 1921            |
|      | Piquerobi (distrito de Santo Anastácio)                               |            |      | 1928   | 1926            |
|      | Ribeirão dos Índios (distrito de Santo Anastácio)                     |            |      | 1936   | 1934            |
| 9º   | Campos Novos                                                          | 3415,0     | 1885 | 1880   | 1878            |
|      | Casa Grande (distrito de Campos Novos)                                |            |      | 1934   | 1929            |
|      | Catequese (distrito de Campos Novos)                                  |            |      | 1928   | 1924            |
|      | Lutécia (distrito de Campos Novos)                                    |            |      | 1929   | 1926            |
|      | Vila Fortuna (distrito de Campos Novos)                               |            |      | 1933   | 1934            |
| 10º  | Faxina                                                                | 3238,0     | 1769 | 1766   | 1842            |
|      | Bairro das Pedras (distrito policial de Faxina)                       |            |      |        | 1891            |
|      | Engenheiro Maia (distrito policial de Faxina)                         |            |      |        | 1926            |
|      | Faxinal (distrito policial de Faxina)                                 |            |      |        | 1935            |
|      | Lagoa Grande (distrito policial de Faxina)                            |            |      |        | 1914            |
|      | Caputera (distrito de Faxina)                                         |            |      | 1912   | 1912            |
|      | Ribeirão Branco (distrito de Faxina)                                  |            |      | 1883   | n/d             |
| 11º  | Presidente Prudente                                                   | 3217,0     | 1921 | 1921   | 1921            |
|      | Álvares Machado (distrito de Presidente Prudente)                     |            |      | 1927   | 1924            |
|      | Anhumas (distrito de Presidente Prudente)                             |            |      | 1928   | 1929            |
|      | Formiga (distrito de Presidente Prudente)                             |            |      | 1934   | 1934            |
|      | Pirapozinho (distrito de Presidente Prudente)                         |            |      | 1936   | 1936            |
|      | Boa Vista (distrito policial de Presidente Prudente)                  |            |      |        | 1936            |
|      | Vila Marcondes (distrito de Presidente Prudente)                      |            |      | 1934   |                 |
|      | Floresta (distrito policial de Presidente Prudente)                   |            |      |        | 1936            |
| 12º  | Xiririca                                                              | 2855,0     | 1842 | 1763   | 1842            |
|      | Itaúna (distrito de Xiririca)                                         |            |      | 1900   | 1900            |
|      | Barra do Batatal (distrito policial de Xiririca)                      |            |      |        | 1917            |
|      | Sete Barras (distrito de Xiririca)                                    |            |      | 1885   | 1886            |
| 13º  | Capão Bonito                                                          | 2525,0     | 1868 | 1866   | 1842            |
|      | Apiaí-Mirim (distrito policial de Capão Bonito)                       |            |      |        | 1911            |
|      | Guapiara (distrito de Capão Bonito)                                   |            |      | 1902   | n/d             |
|      | Capela da Boa Vista (distrito policial de Capão Bonito)               |            |      |        | 1900            |
| 14º  | Rancharia                                                             | 2375,0     | 1935 | 1934   | 1929            |
|      | Iepê (distrito de Rancharia)                                          |            |      | 1927   | 1926            |
|      | São Roque da Boa Esperança (distrito policial de Rancharia)           |            |      |        | 1926            |
| 15º  | Marília                                                               | 2319,0     | 1928 | 1926   | 1929            |
|      | Amadeu Amaral (distrito de Marília)                                   |            |      | 1937   |                 |
|      | Avencas (distrito de Marília)                                         |            |      | 1934   | 1934            |
|      | Bastos (distrito de Marília)                                          |            |      | 1936   | 1936            |
|      | Dirceu (distrito de Marília)                                          |            |      | 1936   | 1936            |
|      | Lácio (distrito de Marília)                                           |            |      | 1936   | 1937            |
|      | Novo Cravinhos (distrito de Marília)                                  |            |      | 1936   | 1934            |
|      | Oriente (distrito de Marília)                                         |            |      | 1934   | 1934            |
|      | Padre Nóbrega (distrito de Marília)                                   |            |      | 1936   |                 |
|      | Paulópolis (distrito de Marília)                                      |            |      | 1937   | 1937            |
|      | Pompéia (distrito de Marília)                                         |            |      | 1928   | 1928            |
|      | Primavera (distrito de Marília)                                       |            |      | 1937   |                 |
|      | Quintana (distrito de Marília)                                        |            |      | 1936   | 1936            |
|      | Varpa (distrito de Marília)                                           |            |      | 1927   | 1923            |
| 16º  | Itapetininga                                                          | 2240,0     | 1771 | 1770   | 1842            |
|      | Barretti (distrito policial de Itapetininga)                          |            |      |        | 1937            |
|      | Alambari (distrito de Itapetininga)                                   |            |      | 1861   | 1923            |
|      | Aparecida do Sul (distrito de Itapetininga)                           |            |      | 1934   |                 |
|      | Gramadinho (distrito de Itapetininga)                                 |            |      | 1913   | 1902            |
|      | Morro Alto (distrito de Itapetininga)                                 |            |      | 1913   | 1900            |
| 17º  | Barretos                                                              | 2220,0     | 1885 | 1874   | 1875            |
|      | Alberto Moreira (distrito policial de Barretos)                       |            |      |        | 1937            |
|      | Frigorífico (distrito policial de Barretos)                           |            |      |        | 1937            |
|      | Fortaleza (distrito de Barretos)                                      |            |      | 1934   | 1934            |
|      | Itambé (distrito de Barretos)                                         |            |      | 1908   | 1901            |
|      | Prata (distrito policial de Barretos)                                 |            |      |        | 1917            |
|      | Laranjeiras (distrito de Barretos)                                    |            |      | 1906   | 1901            |
|      | Colômbia (distrito policial de Barretos)                              |            |      |        | 1935            |
| 18º  | Itaí                                                                  | 2180,0     | 1891 | 1874   | n/d             |
|      | Bom Sucesso (distrito de Itaí)                                        |            |      | 1859   | 1861            |
| 19º  | Iporanga                                                              | 2135,0     | 1936 | 1830   | 1842            |
|      | Barra do Turvo (distrito policial de Iporanga)                        |            |      |        | 1916            |
| 20º  | Botucatú                                                              | 2100,0     | 1855 | 1846   | 1847            |
|      | Rubião Júnior (distrito policial de Botucatú)                         |            |      |        | 1935            |
|      | Espírito Santo do Rio Pardo (distrito de Botucatú)                    |            |      | 1891   | 1891            |
|      | Prata (distrito de Botucatú)                                          |            |      | 1899   | 1896            |
|      | Vila dos Lavradores (distrito de Botucatú)                            |            |      | 1937   | 1923            |
|      | Vitória (distrito de Botucatú)                                        |            |      | 1928   | 1928            |
|      | Alambari (distrito policial de Botucatú)                              |            |      |        | n/d             |
| 21º  | Araraquara                                                            | 2085,0     | 1832 | 1817   | 1842            |
|      | Américo Brasiliense (distrito de Araraquara)                          |            |      | 1922   | 1913            |
|      | Bueno de Andrada (distrito de Araraquara)                             |            |      | 1924   | 1924            |
|      | Gavião Peixoto (distrito de Araraquara)                               |            |      | 1924   | 1911            |
|      | Motuca (distrito de Araraquara)                                       |            |      | 1925   | 1919            |
|      | Rincão (distrito de Araraquara)                                       |            |      | 1909   | 1899            |
|      | Santa Lúcia (distrito de Araraquara)                                  |            |      | 1910   | 1912            |
| 22º  | Presidente Bernardes                                                  | 2013,0     | 1935 | 1925   | 1924            |
|      | Santa Luzia (distrito de Presidente Bernardes)                        |            |      | 1936   | 1937            |
| 23º  | Pirajuí                                                               | 1855,0     | 1914 | 1907   | 1907            |
|      | Balbinos (distrito de Pirajuí)                                        |            |      | 1935   | 1935            |
|      | Batalha (distrito de Pirajuí)                                         |            |      | 1922   | 1919            |
|      | Corredeira (distrito de Pirajuí)                                      |            |      | 1922   | 1915            |
|      | Guarantan (distrito de Pirajuí)                                       |            |      | 1924   | 1925            |
|      | Pongaí (distrito de Pirajuí)                                          |            |      | 1927   | 1925            |
|      | Santo Antônio do Uru (distrito de Pirajuí)                            |            |      | 1934   | 1934            |
| 24º  | Novo Horizonte                                                        | 1763,0     | 1916 | 1906   | 1897            |
|      | Vale Formoso (distrito policial de Novo Horizonte)                    |            |      |        | 1936            |
|      | Irapuan (distrito de Novo Horizonte)                                  |            |      | 1930   | 1929            |
|      | Vila Sales (distrito de Novo Horizonte)                               |            |      | 1927   | 1927            |
| 25º  | Regente Feijó                                                         | 1750,0     | 1935 | 1925   | 1924            |
|      | Indiana (distrito de Regente Feijó)                                   |            |      | 1934   | 1926            |
|      | José Teodoro (distrito de Regente Feijó)                              |            |      | 1929   | 1929            |
| 26º  | Sapezal                                                               | 1723,0     | 1933 | 1923   | 1922            |
|      | Conceição do Monte Alegre (distrito de Sapezal)                       |            |      | 1891   | 1882            |
| 27º  | Rio Preto                                                             | 1683,0     | 1894 | 1879   | 1855            |
|      | Boa Vista (distrito de Rio Preto)                                     |            |      | 1935   | 1935            |
|      | Borboleta (distrito de Rio Preto)                                     |            |      | 1926   | 1923            |
|      | Engenheiro Schmidt (distrito de Rio Preto)                            |            |      | 1927   | 1925            |
|      | Ipiguá (distrito de Rio Preto)                                        |            |      | 1927   | 1923            |
|      | Nova Itapirema (distrito de Rio Preto)                                |            |      | 1935   | 1930            |
|      | Monte Belo (distrito policial de Rio Preto)                           |            |      |        | 1908            |
|      | Nova Aliança (distrito de Rio Preto)                                  |            |      | 1926   | 1925            |
|      | Ribeirão Claro (distrito de Rio Preto)                                |            |      | 1927   | 1926            |
|      | Vila Mendonça (distrito de Rio Preto)                                 |            |      | 1936   | 1934            |
| 28º  | Franca                                                                | 1665,0     | 1821 | 1804   | 1842            |
|      | Cristais (distrito de Franca)                                         |            |      | 1910   | 1913            |
|      | Estação (distrito de Franca)                                          |            |      | 1934   | 1934            |
|      | Jeriquara (distrito de Franca)                                        |            |      | 1919   | 1919            |
|      | Restinga (distrito de Franca)                                         |            |      | 1911   | 1913            |
|      | Ribeirão Corrente (distrito de Franca)                                |            |      | 1910   | 1901            |
|      | São José da Bela Vista (distrito de Franca)                           |            |      | 1897   | 1897            |
| 29º  | Pirajú                                                                | 1607,0     | 1880 | 1871   | n/d             |
|      | Vila Tibiriçá (distrito policial de Pirajú)                           |            |      |        | 1909            |
|      | Belo Monte (distrito de Pirajú)                                       |            |      | 1899   | 1897            |
|      | Águas Virtuosas (distrito policial de Pirajú)                         |            |      |        | 1907            |
|      | Manduri (distrito de Pirajú)                                          |            |      | 1907   | 1908            |
|      | São Bartolomeu (distrito de Pirajú)                                   |            |      | 1925   | 1901            |
|      | Sarutaiá (distrito de Pirajú)                                         |            |      | 1906   | 1900            |
|      | Timburi (distrito de Pirajú)                                          |            |      | 1903   | 1899            |
| 30º  | Itanhaén                                                              | 1599,0     | 1561 | 1549   | 1842            |
| 31º  | Campinas                                                              | 1552,0     | 1797 | 1774   | 1842            |
|      | Arraial dos Souzas (distrito de Campinas)                             |            |      | 1896   | 1890            |
|      | Cosmópolis (distrito de Campinas)                                     |            |      | 1906   | 1904            |
|      | Rebouças (distrito de Campinas)                                       |            |      | 1909   | 1907            |
|      | Santa Cruz (distrito de Campinas)                                     |            |      | 1870   | n/d             |
|      | Valinhos (distrito de Campinas)                                       |            |      | 1896   | 1893            |
|      | Vila Industrial (distrito de Campinas)                                |            |      | 1934   | 1935            |
| 32º  | Iacanga                                                               | 1540,0     | 1924 | 1909   | 1909            |
|      | Soturna (distrito de Iacanga)                                         |            |      | 1911   | 1910            |
| 33º  | Apiaí                                                                 | 1533,0     | 1771 | 1765   | 1842            |
|      | Barra do Chapéu (distrito policial de Apiaí)                          |            |      |        | 1910            |
|      | Butiá (distrito policial de Apiaí)                                    |            |      |        | 1910            |
|      | Capoeiras (distrito de Apiaí)                                         |            |      | 1916   | 1913            |
|      | Itaóca (distrito de Apiaí)                                            |            |      | 1908   | 1907            |
| 34º  | Lins                                                                  | 1512,0     | 1919 | 1913   | 1913            |
|      | Vila Junqueira (distrito policial de Lins)                            |            |      |        | 1936            |
|      | Guaiçara (distrito de Lins)                                           |            |      | 1922   | 1922            |
|      | Guaimbé (distrito de Lins)                                            |            |      | 1934   | 1936            |
|      | Monlevade (distrito de Lins)                                          |            |      | 1936   | 1936            |
|      | Vila Sabino (distrito de Lins)                                        |            |      | 1934   | n/d             |
| 35º  | Santa Cruz do Rio Pardo                                               | 1505,0     | 1876 | 1872   | 1872            |
|      | Espírito Santo do Turvo (distrito de Santa Cruz do Rio Pardo)         |            |      | 1878   | 1875            |
|      | Caporanga (distrito policial de Santa Cruz do Rio Pardo)              |            |      |        | 1928            |
|      | Sodrélia (distrito de Santa Cruz do Rio Pardo)                        |            |      | 1929   | 1928            |
| 36º  | Morro Agudo                                                           | 1492,0     | 1934 | 1894   | 1876            |
| 37º  | Itaporanga                                                            | 1485,0     | 1871 | 1855   | 1842            |
|      | Coronel Macedo (distrito de Itaporanga)                               |            |      | 1910   | 1897            |
|      | Ribeirão Vermelho (distrito de Itaporanga)                            |            |      | 1894   | 1889            |
|      | Santa Cruz dos Lopes (distrito policial de Itaporanga)                |            |      |        | 1911            |
| 38º  | Guararapes                                                            | 1481,0     | 1937 | 1934   | 1934            |
| 39º  | Piracicaba                                                            | 1465,0     | 1821 | 1810   | 1842            |
|      | Ibitiruna (distrito de Piracicaba)                                    |            |      | 1922   | 1922            |
|      | João Alfredo (distrito de Piracicaba)                                 |            |      | 1936   | 1922            |
|      | Tupi (distrito de Piracicaba)                                         |            |      | 1936   | 1925            |
|      | Vila Rezende (distrito de Piracicaba)                                 |            |      | 1917   | 1917            |
|      | Tanquinho (distrito policial de Piracicaba)                           |            |      |        | 1922            |
|      | Xarqueada (distrito de Piracicaba)                                    |            |      | 1911   | 1905            |
| 40º  | São Paulo                                                             | 1455,0     | 1558 |        |                 |
|      | Bela Vista (distrito de São Paulo)                                    |            |      | 1910   |                 |
|      | Belenzinho (distrito de São Paulo)                                    |            |      | 1899   |                 |
|      | Bom Retiro (distrito de São Paulo)                                    |            |      | 1910   |                 |
|      | Brás (distrito de São Paulo)                                          |            |      | 1818   |                 |
|      | Butantan (distrito de São Paulo)                                      |            |      | 1907   |                 |
|      | Cambuci (distrito de São Paulo)                                       |            |      | 1906   |                 |
|      | Casa Verde (distrito de São Paulo)                                    |            |      | 1928   |                 |
|      | Consolação (distrito de São Paulo)                                    |            |      | 1870   |                 |
|      | Ibirapuera (distrito de São Paulo)                                    |            |      | 1934   | 1927            |
|      | Indianópolis (distrito de São Paulo)                                  |            |      | 1934   |                 |
|      | Ipiranga (distrito de São Paulo)                                      |            |      | 1918   |                 |
|      | Itaquera (distrito de São Paulo)                                      |            |      | 1920   | 1918            |
|      | Jardim América (distrito de São Paulo)                                |            |      | 1924   |                 |
|      | Jardim Paulista (distrito de São Paulo)                               |            |      | 1934   |                 |
|      | Lajeado (distrito de São Paulo)                                       |            |      | 1929   | 1896            |
|      | Lapa (distrito de São Paulo)                                          |            |      | 1910   |                 |
|      | Liberdade (distrito de São Paulo)                                     |            |      | 1833   |                 |
|      | Moóca (distrito de São Paulo)                                         |            |      | 1910   |                 |
|      | Nossa Senhora do Ó (distrito de São Paulo)                            |            |      | 1796   |                 |
|      | Osasco (distrito de São Paulo)                                        |            |      | 1918   | n/d             |
|      | Pari (distrito de São Paulo)                                          |            |      | 1934   |                 |
|      | Penha de França (distrito de São Paulo)                               |            |      | 1796   |                 |
|      | Perdizes (distrito de São Paulo)                                      |            |      | 1920   |                 |
|      | Perus (distrito de São Paulo)                                         |            |      | 1934   | n/d             |
|      | Pirituba (distrito de São Paulo)                                      |            |      | 1935   |                 |
|      | Santa Cecília (distrito de São Paulo)                                 |            |      | 1899   |                 |
|      | Santa Efigênia (distrito de São Paulo)                                |            |      | 1809   |                 |
|      | Sant'Ana (distrito de São Paulo)                                      |            |      | 1889   |                 |
|      | Santo Amaro (distrito de São Paulo)                                   |            |      | 1686   | 1842            |
|      | Campo Limpo (distrito policial de São Paulo)                          |            |      |        | 1937            |
|      | Capela do Socorro (distrito policial de São Paulo)                    |            |      |        | 1934            |
|      | Embura (distrito policial de São Paulo)                               |            |      |        | 1937            |
|      | Parelheiro (distrito policial de São Paulo)                           |            |      |        | 1937            |
|      | Pedreira (distrito policial de São Paulo)                             |            |      |        | 1937            |
|      | São Miguel (distrito de São Paulo)                                    |            |      | 1891   | 1891            |
|      | Saúde (distrito de São Paulo)                                         |            |      | 1925   |                 |
|      | Sé (distrito de São Paulo)                                            |            |      | 1554   |                 |
|      | Tatuapé (distrito de São Paulo)                                       |            |      | 1934   |                 |
|      | Tucuruvi (distrito de São Paulo)                                      |            |      | 1934   |                 |
|      | Vila Mariana (distrito de São Paulo)                                  |            |      | 1895   |                 |
|      | Vila Prudente (distrito de São Paulo)                                 |            |      | 1934   |                 |
| 41º  | Mogi-Guassú                                                           | 1437,0     | 1877 | 1740   | 1842            |
| 42º  | Ituverava                                                             | 1423,0     | 1885 | 1847   | n/d             |
|      | Miguelópolis (distrito de Ituverava)                                  |            |      | 1927   | 1922            |
| 43º  | Avaré                                                                 | 1400,0     | 1875 | 1870   | 1866            |
| 44º  | São Pedro do Turvo                                                    | 1395,0     | 1891 | 1874   | n/d             |
|      | Aparecida do Ribeirão Claro (distrito policial de São Pedro do Turvo) |            |      |        | 1907            |
|      | Caçador (distrito de São Pedro do Turvo)                              |            |      | 1928   | 1919            |
| 45º  | Mirassol                                                              | 1355,0     | 1924 | 1919   | 1914            |
|      | Bálsamo (distrito de Mirassol)                                        |            |      | 1925   | 1923            |
|      | Barra Dourada (distrito de Mirassol)                                  |            |      | 1925   | 1923            |
|      | Iaci (distrito de Mirassol)                                           |            |      | 1925   | 1925            |
|      | Mirassolândia (distrito de Mirassol)                                  |            |      | 1935   | 1925            |
|      | Neves (distrito de Mirassol)                                          |            |      | 1927   | 1926            |
|      | Rui Barbosa (distrito de Mirassol)                                    |            |      | 1925   | 1923            |
| 46º  | São Simão                                                             | 1343,0     | 1865 | 1842   | 1842            |
|      | Santos Dumont (distrito policial de São Simão)                        |            |      |        | 1929            |
|      | Luiz Antônio (distrito de São Simão)                                  |            |      | 1937   | 1908            |
| 47º  | Cunha                                                                 | 1282,0     | 1785 | 1736   | 1842            |
|      | Campos Novos de Cunha (distrito de Cunha)                             |            |      | 1872   | 1872            |
|      | Lagoinha (distrito de Cunha)                                          |            |      | 1866   | n/d             |
| 48º  | São Carlos                                                            | 1268,0     | 1865 | 1858   | 1857            |
|      | Vila Prado (distrito policial de São Carlos)                          |            |      |        | 1937            |
|      | Ibaté (distrito de São Carlos)                                        |            |      | 1900   | 1894            |
|      | Santa Eudóxia (distrito de São Carlos)                                |            |      | 1912   | 1899            |
| 49º  | Mogi-Mirim                                                            | 1263,0     | 1769 | 1751   | 1842            |
|      | Martim Francisco (distrito policial de Mogi-Mirim)                    |            |      |        | 1935            |
|      | Arthur Nogueira (distrito de Mogi-Mirim)                              |            |      | 1916   | 1917            |
|      | Conchal (distrito de Mogi-Mirim)                                      |            |      | 1919   | 1918            |
|      | Tujuguaba (distrito policial de Mogi-Mirim)                           |            |      |        | 1936            |
|      | Jaguari (distrito de Mogi-Mirim)                                      |            |      | 1896   | 1890            |
|      | Posse (distrito de Mogi-Mirim)                                        |            |      | 1893   | 1894            |
| 50º  | Maracaí                                                               | 1260,0     | 1924 | 1919   | 1915            |
|      | São Sebastião da Roseta (distrito policial de Maracaí)                |            |      |        | 1917            |
|      | Cruz Alta (distrito de Maracaí)                                       |            |      | 1935   |                 |
| 51º  | Bragança                                                              | 1257,0     | 1797 | 1765   | 1842            |
|      | Pedra Grande (distrito de Bragança)                                   |            |      | 1929   | 1920            |
|      | Pinhal (distrito de Bragança)                                         |            |      | 1936   | 1936            |
|      | Tuiuti (distrito de Bragança)                                         |            |      | 1902   | 1909            |
|      | Vargem (distrito de Bragança)                                         |            |      | 1929   | 1919            |
| 52º  | São José dos Campos                                                   | 1253,0     | 1767 | 1768   | 1842            |
|      | Buquira (distrito de São José dos Campos)                             |            |      | 1857   | 1858            |
|      | Eugênio de Melo (distrito de São José dos Campos)                     |            |      | 1934   | 1917            |
|      | Sant'Ana do Paraíba (distrito de São José dos Campos)                 |            |      | 1934   | 1897            |
|      | São Francisco Xavier (distrito de São José dos Campos)                |            |      | 1892   | 1892            |
| 53º  | Cananéia                                                              | 1241,0     | 1600 | 1587   | 1842            |
|      | Ariri (distrito de Cananéia)                                          |            |      | 1920   | 1921            |
| 54º  | Birigui                                                               | 1230,0     | 1921 | 1914   | 1913            |
|      | Taquari (distrito policial de Birigui)                                |            |      |        | 1934            |
|      | Jacri (distrito de Birigui)                                           |            |      | 1937   | 1934            |
|      | Nipolândia (distrito de Birigui)                                      |            |      | 1933   | 1930            |
| 55º  | Jacupiranga                                                           | 1230,0     | 1927 | 1870   | 1868            |
|      | Pariquera-Assú (distrito de Jacupiranga)                              |            |      | 1935   | 1900            |
| 56º  | Ribeirão Preto                                                        | 1230,0     | 1871 | 1870   | 1865            |
|      | Barracão (distrito policial de Ribeirão Preto)                        |            |      |        | 1930            |
|      | Vila Tibério (distrito policial de Ribeirão Preto)                    |            |      |        | 1930            |
|      | Vila Bonfim (distrito de Ribeirão Preto)                              |            |      | 1902   | 1895            |
| 57º  | Mogi das Cruzes                                                       | 1220,0     | 1611 | 1611   | 1842            |
|      | Arujá (distrito de Mogi das Cruzes)                                   |            |      | 1852   | n/d             |
|      | Biritiba Mirim (distrito de Mogi das Cruzes)                          |            |      | 1924   | 1892            |
|      | Itaquaquecetuba (distrito de Mogi das Cruzes)                         |            |      | 1838   | 1842            |
|      | Poá (distrito de Mogi das Cruzes)                                     |            |      | 1919   | 1913            |
|      | Sabaúna (distrito de Mogi das Cruzes)                                 |            |      | 1920   | 1895            |
|      | Suzano (distrito de Mogi das Cruzes)                                  |            |      | 1919   | 1912            |
|      | Taiassupeba (distrito de Mogi das Cruzes)                             |            |      | 1927   | 1929            |
| 58º  | Glicério                                                              | 1203,0     | 1925 | 1920   | 1915            |
|      | Braúna (distrito de Glicério)                                         |            |      | 1928   | 1929            |
|      | Herculânia (distrito de Glicério)                                     |            |      | 1930   | 1929            |
|      | Parnaso (distrito de Glicério)                                        |            |      | 1937   |                 |
|      | Tupan (distrito de Glicério)                                          |            |      | 1934   | 1934            |
| 59º  | Lençóis                                                               | 1190,0     | 1865 | 1858   | 1857            |
|      | Alfredo Guedes (distrito de Lençóis)                                  |            |      | 1934   | 1936            |
|      | Borebi (distrito de Lençóis)                                          |            |      | 1922   | 1900            |
| 60º  | Assis                                                                 | 1175,0     | 1917 | 1915   | 1914            |
|      | Taruman (distrito de Assis)                                           |            |      | 1927   | 1928            |
| 61º  | Guaíra                                                                | 1175,0     | 1928 | 1908   | 1908            |
| 62º  | Itapecerica                                                           | 1165,0     | 1877 | 1841   | 1842            |
|      | Juquitiba (distrito de Itapecerica)                                   |            |      | 1907   | 1901            |
|      | M'Boy (distrito de Itapecerica)                                       |            |      | 1880   | n/d             |
| 63º  | Itararé                                                               | 1160,0     | 1893 | 1885   | n/d             |
| 64º  | Piedade                                                               | 1143,0     | 1857 | 1847   | 1842            |
|      | Vila Santa Catarina (distrito policial de Piedade)                    |            |      |        | 1936            |
| 65º  | Angatuba                                                              | 1130,0     | 1885 | 1872   | 1873            |
|      | Bom Retiro (distrito policial de Angatuba)                            |            |      |        | 1920            |
|      | Campina do Monte Alegre (distrito policial de Angatuba)               |            |      |        | 1920            |
| 66º  | Agudos                                                                | 1123,0     | 1898 | 1897   | 1895            |
|      | Bandeirantes (distrito de Agudos)                                     |            |      | 1934   | 1934            |
|      | Santa Cruz da Boa Vista (distrito de Agudos)                          |            |      | 1934   | 1934            |
|      | Tupá (distrito de Agudos)                                             |            |      | 1891   | 1892            |
| 67º  | São Miguel Arcanjo                                                    | 1110,0     | 1889 | 1877   | 1873            |
| 68º  | Brotas                                                                | 1107,0     | 1859 | 1846   | 1842            |
|      | Campo Alegre (distrito policial de Brotas)                            |            |      |        | 1900            |
| 69º  | Itápolis                                                              | 1084,0     | 1891 | 1886   | 1891            |
|      | Quadro (distrito policial de Itápolis)                                |            |      |        | 1933            |
|      | Vila Alice (distrito policial de Itápolis)                            |            |      |        | 1934            |
|      | Nova América (distrito de Itápolis)                                   |            |      | 1910   | 1909            |
|      | Tapinas (distrito de Itápolis)                                        |            |      | 1927   | 1919            |
| 70º  | Jundiaí                                                               | 1055,0     | 1655 | 1651   | 1842            |
|      | Vila Arens (distrito policial de Jundiaí)                             |            |      |        | 1935            |
|      | Rocinha (distrito de Jundiaí)                                         |            |      | 1908   | 1896            |
| 71º  | Cafelândia                                                            | 1050,0     | 1925 | 1919   | 1916            |
|      | Vila Mesquita (distrito policial de Cafelândia)                       |            |      |        | 1937            |
|      | Vila Simões (distrito de Cafelândia)                                  |            |      | 1936   | 1927            |
|      | Vila Bacuri (distrito policial de Cafelândia)                         |            |      |        | 1937            |
| 72º  | Buri                                                                  | 1037,0     | 1921 | 1907   | 1885            |
|      | Aracassú (distrito de Buri)                                           |            |      | 1926   | 1921            |
| 73º  | Igarapava                                                             | 1036,0     | 1873 | 1851   | 1847            |
|      | Aramina (distrito de Igarapava)                                       |            |      | 1934   | 1922            |
|      | Buritis (distrito de Igarapava)                                       |            |      | 1897   | 1898            |
| 74º  | Casa Branca                                                           | 1023,0     | 1841 | 1814   | 1842            |
|      | Itobi (distrito de Casa Branca)                                       |            |      | 1898   | 1894            |
|      | Vila Polar (distrito policial de Casa Branca)                         |            |      |        | 1936            |
|      | Lagoa (distrito de Casa Branca)                                       |            |      | 1934   | 1901            |
| 75º  | Cajurú                                                                | 1010,0     | 1865 | 1846   | 1842            |
|      | Santa Cruz da Esperança (distrito de Cajurú)                          |            |      | 1923   | 1920            |
|      | Santa Rita de Cássia dos Coqueiros (distrito de Cajurú)               |            |      | 1899   | 1895            |
| 76º  | Limeira                                                               | 993,0      | 1842 | 1830   | 1842            |
|      | Cordeiro (distrito de Limeira)                                        |            |      | 1899   | 1890            |
|      | Iracemápolis (distrito de Limeira)                                    |            |      | 1923   | 1901            |
| 77º  | São Manoel                                                            | 985,0      | 1885 | 1880   | 1880            |
|      | Aparecida da Água da Rosa (distrito de São Manoel)                    |            |      | 1882   | 1883            |
|      | Areiópolis (distrito de São Manoel)                                   |            |      | 1917   | 1916            |
|      | Igaraçu (distrito de São Manoel)                                      |            |      | 1903   | n/d             |
| 78º  | Baurú                                                                 | 967,0      | 1896 | 1893   | 1892            |
|      | Nogueira (distrito de Baurú)                                          |            |      | 1927   | 1928            |
|      | Presidente Tibiriçá (distrito de Baurú)                               |            |      | 1919   | 1919            |
|      | Vila Falcão (distrito de Baurú)                                       |            |      | 1936   |                 |
| 79º  | Tatuí                                                                 | 960,0      | 1844 | 1822   | 1842            |
|      | Cesário Lange (distrito de Tatuí)                                     |            |      | 1908   | 1890            |
|      | Quadra (distrito de Tatuí)                                            |            |      | 1912   | 1911            |
|      | 2º Distrito (distrito de Santos)                                      |            |      | 1932   | 1890            |
| 80º  | Santos                                                                | 957,0      | 1545 | 1543   | 1842            |
|      | Barra de Santos (distrito policial de Santos)                         |            |      |        | 1891            |
|      | Campo Grande (distrito policial de Santos)                            |            |      |        | n/d             |
|      | Vila Mathias (distrito policial de Santos)                            |            |      |        | 1918            |
|      | Vila Macuco (distrito policial de Santos)                             |            |      |        | 1897            |
|      | Cubatão (distrito de Santos)                                          |            |      | 1922   | n/d             |
| 81º  | São Pedro                                                             | 950,0      | 1881 | 1864   | n/d             |
|      | Santa Maria (distrito de São Pedro)                                   |            |      | 1881   | 1881            |
| 82º  | Rio Claro                                                             | 948,0      | 1845 | 1830   | 1852            |
|      | Morro Grande (distrito policial de Rio Claro)                         |            |      |        | 1928            |
|      | Corumbataí (distrito de Rio Claro)                                    |            |      | 1919   | 1910            |
|      | Ferraz (distrito policial de Rio Claro)                               |            |      |        | 1928            |
|      | Ipojuca (distrito de Rio Claro)                                       |            |      | 1894   | 1892            |
|      | Santa Gertrudes (distrito de Rio Claro)                               |            |      | 1916   | 1913            |
| 83º  | São Luiz do Paraitinga                                                | 940,0      | 1773 | 1769   | 1842            |
| 84º  | Descalvado                                                            | 930,0      | 1865 | 1844   | 1842            |
| 85º  | Sorocaba                                                              | 930,0      | 1661 | 1654   | 1842            |
|      | Brigadeiro Tobias (distrito de Sorocaba)                              |            |      | 1934   | 1934            |
|      | Aparecida de Sorocaba (distrito policial de Sorocaba)                 |            |      |        | 1925            |
|      | Nossa Senhora do Rosario (distrito de Sorocaba)                       |            |      | 1880   | n/d             |
|      | Salto de Pirapora (distrito de Sorocaba)                              |            |      | 1911   | 1911            |
|      | Votorantim (distrito de Sorocaba)                                     |            |      | 1911   | 1907            |
| 86º  | Santa Bárbara do Rio Pardo                                            | 928,0      | 1876 | 1874   | 1874            |
|      | Monção (distrito de Santa Bárbara do Rio Pardo)                       |            |      | 1921   | 1919            |
| 87º  | Pedregulho                                                            | 920,0      | 1921 | 1902   | 1899            |
|      | Igaçaba (distrito de Pedregulho)                                      |            |      | 1935   | 1936            |
|      | Rifaina (distrito de Pedregulho)                                      |            |      | 1873   | 1865            |
| 88º  | Itu                                                                   | 917,0      | 1654 | 1653   | 1842            |
| 89º  | Pindamonhangaba                                                       | 908,0      | 1705 | 1690   | 1842            |
|      | Moreira César (distrito policial de Pindamonhangaba)                  |            |      |        | 1907            |
| 90º  | Una                                                                   | 900,0      | 1857 | 1811   | 1842            |
| 91º  | Altinópolis                                                           | 895,0      | 1918 | 1875   | n/d             |
| 92º  | São Joaquim                                                           | 890,0      | 1917 | 1902   | 1905            |
|      | Olhos d'Agua (distrito de São Joaquim)                                |            |      | 1877   | 1876            |
| 93º  | Batatais                                                              | 880,0      | 1839 | 1814   | 1849            |
| 94º  | Bebedouro                                                             | 875,0      | 1894 | 1892   | 1886            |
|      | Botafogo (distrito de Bebedouro)                                      |            |      | 1922   | 1920            |
|      | Turvínea (distrito de Bebedouro)                                      |            |      | 1922   | 1913            |
| 95º  | Penápolis                                                             | 852,0      | 1913 | 1909   | 1909            |
|      | Alto Alegre (distrito de Penápolis)                                   |            |      | 1934   | 1934            |
| 96º  | Mococa                                                                | 848,0      | 1871 | 1856   | 1858            |
|      | Igaraí (distrito de Mococa)                                           |            |      | 1904   | 1907            |
|      | São Benedito (distrito de Mococa)                                     |            |      | 1934   | 1907            |
| 97º  | Paraibuna                                                             | 845,0      | 1832 | 1812   | 1842            |
| 98º  | Santa Isabel                                                          | 840,0      | 1832 | 1812   | 1842            |
|      | Igaratá (distrito de Santa Isabel)                                    |            |      | 1864   | 1863            |
| 99º  | Pirassununga                                                          | 838,0      | 1865 | 1842   | 1842            |
|      | Santa Cruz da Conceição (distrito de Pirassununga)                    |            |      | 1881   | 1877            |
| 100º | Bananal                                                               | 833,0      | 1832 | 1811   | 1856            |
|      | Alambari (distrito policial de Bananal)                               |            |      |        | 1880            |
|      | Santana do Bom Sucesso (distrito policial de Bananal)                 |            |      |        | 1926            |
| 101º | São Bernardo                                                          | 818,0      | 1889 | 1812   | 1842            |
|      | Mauá (distrito de São Bernardo)                                       |            |      | 1934   | 1930            |
|      | Paranapiacaba (distrito de São Bernardo)                              |            |      | 1907   | 1897            |
|      | Ribeirão Pires (distrito de São Bernardo)                             |            |      | 1896   | 1890            |
|      | Rio Grande (distrito policial de São Bernardo)                        |            |      |        | 1899            |
|      | Santo André (distrito de São Bernardo)                                |            |      | 1910   | 1901            |
|      | Ypiranguinha (distrito policial de São Bernardo)                      |            |      |        | 1937            |
|      | São Caetano (distrito de São Bernardo)                                |            |      | 1916   | 1912            |
| 102º | José Bonifácio                                                        | 793,0      | 1926 | 1914   | 1908            |
|      | Ubarana (distrito de José Bonifácio)                                  |            |      | 1925   | 1923            |
| 103º | São João de Itatinga                                                  | 793,0      | 1896 | 1891   | 1890            |
|      | Lobo (distrito de São João de Itatinga)                               |            |      | 1925   | 1920            |
| 104º | Patrocínio do Sapucaí                                                 | 785,0      | 1885 | 1874   | 1889            |
|      | Itirapuan (distrito de Patrocínio do Sapucaí)                         |            |      | 1900   | 1899            |
| 105º | Taquaritinga                                                          | 771,0      | 1892 | 1880   | 1879            |
|      | Cândido Rodrigues (distrito de Taquaritinga)                          |            |      | 1918   | 1916            |
|      | Guariroba (distrito de Taquaritinga)                                  |            |      | 1918   | 1913            |
|      | Jurema (distrito de Taquaritinga)                                     |            |      | 1912   | 1916            |
|      | Vila Negri (distrito policial de Taquaritinga)                        |            |      |        | 1934            |
|      | Santa Ernestina (distrito de Taquaritinga)                            |            |      | 1914   | 1915            |
| 106º | Atibaia                                                               | 760,0      | 1769 | 1747   | 1842            |
|      | Maracanã (distrito policial de Atibaia)                               |            |      |        | 1936            |
|      | Jarinú (distrito de Atibaia)                                          |            |      | 1842   | 1842            |
| 107º | Bofete                                                                | 760,0      | 1880 | 1866   | n/d             |
| 108º | Boa Esperança                                                         | 737,0      | 1898 | 1895   | 1878            |
|      | Trabiju (distrito de Boa Esperança)                                   |            |      | 1934   | 1929            |
| 109º | Tietê                                                                 | 737,0      | 1842 | 1811   | 1851            |
|      | Cerquilho (distrito de Tietê)                                         |            |      | 1914   | 1905            |
|      | Laras (distrito de Tietê)                                             |            |      | 1919   | 1920            |
| 110º | Pirambóia                                                             | 735,0      | 1934 | 1899   | 1895            |
|      | Anhembi (distrito de Pirambóia)                                       |            |      | 1866   | 1864            |
| 111º | Ribeira                                                               | 725,0      | 1936 | 1872   | n/d             |
|      | Ribeirão da Várzea (distrito policial de Ribeira)                     |            |      |        | 1928            |
|      | Ribeirãozinho (distrito policial de Ribeira)                          |            |      |        | 1928            |
| 112º | Ubatuba                                                               | 720,0      | 1637 | 1637   | 1842            |
| 113º | Jaboticabal                                                           | 708,0      | 1867 | 1857   | 1848            |
|      | Córrego Rico (distrito de Jaboticabal)                                |            |      | 1917   | 1916            |
|      | Ibitirama (distrito de Jaboticabal)                                   |            |      | 1935   | 1935            |
|      | Luzitânia (distrito de Jaboticabal)                                   |            |      | 1934   | 1916            |
|      | Taiaçu (distrito de Jaboticabal)                                      |            |      | 1903   | 1894            |
|      | Taiúva (distrito de Jaboticabal)                                      |            |      | 1908   | 1908            |
| 114º | São João da Boa Vista                                                 | 708,0      | 1859 | 1838   | 1842            |
|      | Cascavel (distrito de São João da Boa Vista)                          |            |      | 1898   | 1899            |
| 115º | Sertãozinho                                                           | 702,0      | 1896 | 1885   | 1886            |
|      | Barrinha (distrito de Sertãozinho)                                    |            |      | 1936   |                 |
|      | Pradópolis (distrito de Sertãozinho)                                  |            |      | 1916   | 1922            |
|      | Santa Cruz das Posses (distrito de Sertãozinho)                       |            |      | 1898   | 1899            |
| 116º | Matão                                                                 | 700,0      | 1898 | 1897   | 1895            |
|      | Dobrada (distrito de Matão)                                           |            |      | 1911   | 1911            |
|      | São Lourenço do Turvo (distrito de Matão)                             |            |      | 1911   | 1911            |
| 117º | Dois Córregos                                                         | 695,0      | 1874 | 1865   | n/d             |
|      | Figueira (distrito de Dois Córregos)                                  |            |      | 1899   | 1901            |
| 118º | Santa Rita do Passa Quatro                                            | 695,0      | 1885 | 1866   | 1863            |
|      | Santa Cruz da Estrela (distrito de Santa Rita do Passa Quatro)        |            |      | 1897   | 1894            |
| 119º | São José do Rio Pardo                                                 | 695,0      | 1885 | 1874   | 1877            |
|      | Espírito Santo do Rio do Peixe (distrito de São José do Rio Pardo)    |            |      | 1865   | 1863            |
| 120º | Pilar                                                                 | 693,0      | 1936 | 1877   | 1891            |
| 121º | Itaberá                                                               | 690,0      | 1891 | 1871   | 1870            |
|      | Toriba (distrito policial de Itaberá)                                 |            |      |        | 1915            |
| 122º | Pederneiras                                                           | 688,0      | 1891 | 1889   | 1889            |
|      | Floresta (distrito de Pederneiras)                                    |            |      | 1934   | 1928            |
|      | Água Limpa (distrito policial de Pederneiras)                         |            |      |        | 1919            |
|      | Guaianás (distrito de Pederneiras)                                    |            |      | 1934   | 1919            |
| 123º | Coroados                                                              | 683,0      | 1928 | 1925   | 1923            |
|      | Lauro Penteado (distrito de Coroados)                                 |            |      | 1937   |                 |
| 124º | Ibitinga                                                              | 683,0      | 1890 | 1885   | n/d             |
|      | Cambará (distrito de Ibitinga)                                        |            |      | 1934   | 1933            |
| 125º | Araras                                                                | 680,0      | 1871 | 1869   | 1870            |
| 126º | Avanhandava                                                           | 680,0      | 1925 | 1909   | 1908            |
|      | Vila Barbosa (distrito policial de Avanhandava)                       |            |      |        | 1937            |
|      | Gurupá (distrito de Avanhandava)                                      |            |      | 1937   | 1930            |
| 127º | Guareí                                                                | 667,0      | 1936 | 1871   | n/d             |
| 128º | São Roque                                                             | 655,0      | 1832 | 1768   | 1842            |
|      | Araçariguama (distrito de São Roque)                                  |            |      | 1701   | 1842            |
|      | Mairinque (distrito de São Roque)                                     |            |      | 1908   | 1904            |
| 129º | Bariri                                                                | 648,0      | 1890 | 1877   | n/d             |
|      | Itajú (distrito de Bariri)                                            |            |      | 1913   | 1909            |
| 130º | Guaratinguetá                                                         | 647,0      | 1651 | 1630   | 1842            |
|      | Putim (distrito policial de Guaratinguetá)                            |            |      |        | 1930            |
| 131º | Colina                                                                | 630,0      | 1925 | 1917   | 1915            |
|      | Jaborandi (distrito de Colina)                                        |            |      | 1924   | 1919            |
| 132º | Jardinópolis                                                          | 630,0      | 1898 | 1892   | 1890            |
|      | Sarandi (distrito de Jardinópolis)                                    |            |      | 1918   | 1918            |
| 133º | Guariba                                                               | 627,0      | 1917 | 1904   | 1896            |
| 134º | Promissão                                                             | 625,0      | 1923 | 1919   | 1918            |
|      | Dinízia (distrito de Promissão)                                       |            |      | 1936   | 1936            |
|      | Itacolomi (distrito de Promissão)                                     |            |      | 1937   |                 |
| 135º | Avaí                                                                  | 623,0      | 1919 | 1910   | 1910            |
|      | Guaricanga (distrito de Avaí)                                         |            |      | 1926   | 1930            |
| 136º | Salesópolis                                                           | 613,0      | 1857 | 1838   | 1842            |
| 137º | Porto Feliz                                                           | 600,0      | 1797 | 1728   | 1842            |
|      | Santa Cruz de Sete Fogões (distrito policial de Porto Feliz)          |            |      |        | 1937            |
| 138º | São Bento do Sapucaí                                                  | 599,0      | 1858 | 1832   | 1842            |
| 139º | Salto Grande                                                          | 597,0      | 1911 | 1891   | 1887            |
|      | Pau d'Alho (distrito de Salto Grande)                                 |            |      | 1922   | 1919            |
|      | Ribeirão dos Pintos (distrito de Salto Grande)                        |            |      | 1936   | 1930            |
| 140º | Getulina                                                              | 595,0      | 1935 | 1926   | 1925            |
|      | Macucos (distrito de Getulina)                                        |            |      | 1936   | 1935            |
| 141º | São José do Barreiro                                                  | 595,0      | 1859 | 1842   | 1842            |
|      | Formoso (distrito policial de São José do Barreiro)                   |            |      |        | 1934            |
| 142º | Natividade                                                            | 575,0      | 1935 | 1858   | 1858            |
|      | Bairro Alto (distrito de Natividade)                                  |            |      | 1842   | 1842            |
| 143º | Cândido Mota                                                          | 573,0      | 1923 | 1921   | 1920            |
|      | Sussuí (distrito de Cândido Mota)                                     |            |      | 1927   | 1922            |
| 144º | Fartura                                                               | 563,0      | 1891 | 1884   | n/d             |
|      | Ribeirópolis (distrito de Fartura)                                    |            |      | 1911   | 1909            |
| 145º | Capivari                                                              | 555,0      | 1832 | 1826   | 1842            |
|      | Mombuca (distrito de Capivari)                                        |            |      | 1934   |                 |
|      | Rafard (distrito de Capivari)                                         |            |      | 1929   | 1907            |
| 146º | Taubaté                                                               | 555,0      | 1645 | 1639   | 1842            |
|      | Registro (distrito policial de Taubaté)                               |            |      |        | 1925            |
|      | Quiririm (distrito de Taubaté)                                        |            |      | 1925   | 1915            |
| 147º | São Sebastião                                                         | 552,0      | 1636 | 1636   | 1842            |
|      | Maresias (distrito policial de São Sebastião)                         |            |      |        | 1929            |
|      | Porto Novo (distrito policial de São Sebastião)                       |            |      |        | 1936            |
|      | São Francisco (distrito policial de São Sebastião)                    |            |      |        | 1871            |
| 148º | Itajobi                                                               | 533,0      | 1918 | 1906   | 1893            |
|      | Assaí (distrito policial de Itajobi)                                  |            |      |        | 1929            |
|      | Vila Cardoso (distrito policial de Itajobi)                           |            |      |        | 1934            |
|      | Marapoama (distrito de Itajobi)                                       |            |      | 1936   | 1926            |
|      | Vila Roberto (distrito de Itajobi)                                    |            |      | 1934   | 1926            |
| 149º | Jacareí                                                               | 533,0      | 1653 | 1652   | 1842            |
|      | Estação de Bom Jesus (distrito policial de Jacareí)                   |            |      |        | 1917            |
| 150º | Parnaíba                                                              | 533,0      | 1625 | 1625   | 1842            |
|      | Barueri (distrito de Parnaíba)                                        |            |      | 1918   | 1910            |
|      | Pirapora (distrito de Parnaíba)                                       |            |      | 1892   | 1892            |
| 151º | Monte Alto                                                            | 532,0      | 1895 | 1895   | 1893            |
|      | Aparecida de Monte Alto (distrito de Monte Alto)                      |            |      | 1926   | 1890            |
|      | Vista Alegre (distrito de Monte Alto)                                 |            |      | 1926   | 1927            |
| 152º | Nuporanga                                                             | 532,0      | 1926 | 1873   | n/d             |
| 153º | Piratininga                                                           | 532,0      | 1913 | 1907   | 1908            |
|      | Mirante (distrito de Piratininga)                                     |            |      | 1922   | 1925            |
| 154º | Garça                                                                 | 530,0      | 1928 | 1925   | 1924            |
|      | Álvaro de Carvalho (distrito de Garça)                                |            |      | 1936   | 1936            |
|      | Santo Inácio (distrito de Garça)                                      |            |      | 1936   | 1936            |
| 155º | Itapira                                                               | 530,0      | 1858 | 1847   | n/d             |
|      | Barão de Ataliba (distrito policial de Itapira)                       |            |      |        | 1916            |
|      | Eleutério (distrito policial de Itapira)                              |            |      |        | 1913            |
| 156º | Tambaú                                                                | 530,0      | 1898 | 1892   | 1892            |
| 157º | Jaú                                                                   | 525,0      | 1866 | 1859   | 1857            |
|      | Vila Ribeiro (distrito policial de Jaú)                               |            |      |        | 1924            |
|      | Potunduva (distrito de Jaú)                                           |            |      | 1928   | 1919            |
| 158º | Itirapina                                                             | 522,0      | 1935 | 1890   | 1890            |
|      | Itaqueri da Serra (distrito de Itirapina)                             |            |      | 1903   | 1901            |
| 159º | Lorena                                                                | 513,0      | 1788 | 1718   | 1842            |
|      | Canas (distrito policial de Lorena)                                   |            |      |        | 1909            |
| 160º | Tabapuan                                                              | 513,0      | 1919 | 1907   | 1912            |
|      | Ibarra (distrito de Tabapuan)                                         |            |      | 1928   | 1922            |
| 161º | Nazaré                                                                | 507,0      | 1850 | 1676   | 1842            |
|      | Perdões (distrito de Nazaré)                                          |            |      | 1916   | 1910            |
| 162º | Quatá                                                                 | 497,0      | 1925 | 1924   | 1924            |
|      | João Ramalho (distrito de Quatá)                                      |            |      | 1935   | 1934            |
| 163º | Cachoeira                                                             | 492,0      | 1880 | 1876   | n/d             |
|      | Jataí (distrito policial de Cachoeira)                                |            |      |        | 1858            |
| 164º | Cerqueira César                                                       | 492,0      | 1917 | 1899   | 1897            |
| 165º | Socorro                                                               | 490,0      | 1871 | 1838   | 1842            |
| 166º | Palmital                                                              | 486,0      | 1919 | 1916   | 1916            |
|      | Platina (distrito de Palmital)                                        |            |      | 1894   | 1893            |
| 167º | Potirendaba                                                           | 485,0      | 1925 | 1919   | 1910            |
| 168º | Tabatinga                                                             | 483,0      | 1925 | 1911   | 1908            |
|      | Curupá (distrito policial de Tabatinga)                               |            |      |        | 1934            |
|      | Nova Europa (distrito de Tabatinga)                                   |            |      | 1913   | 1911            |
| 169º | Cravinhos                                                             | 470,0      | 1897 | 1893   | 1886            |
|      | Serrinha (distrito de Cravinhos)                                      |            |      | 1912   | 1901            |
| 170º | Palestina                                                             | 463,0      | 1936 | 1927   | 1927            |
| 171º | Nova Granada                                                          | 462,0      | 1925 | 1917   | 1917            |
|      | Ingaí (distrito de Nova Granada)                                      |            |      | 1927   | 1927            |
|      | Mangaratú (distrito de Nova Granada)                                  |            |      | 1929   | 1927            |
|      | Onda Verde (distrito de Nova Granada)                                 |            |      | 1934   | 1933            |
| 172º | Espírito Santo do Pinhal                                              | 450,0      | 1877 | 1860   | n/d             |
|      | Santo Antônio do Jardim (distrito de Espírito Santo do Pinhal)        |            |      | 1915   | 1908            |
| 173º | Sarapuí                                                               | 450,0      | 1937 | 1844   | n/d             |
| 174º | Campo Largo de Sorocaba                                               | 445,0      | 1936 | 1821   | 1842            |
|      | Bacaetava (distrito policial de Campo Largo de Sorocaba)              |            |      |        | 1922            |
| 175º | Pirangi                                                               | 442,0      | 1935 | 1913   | 1909            |
|      | Vila Albuquerque (distrito de Pirangi)                                |            |      | 1934   | 1928            |
|      | Vila Paraiso (distrito de Pirangi)                                    |            |      | 1933   | 1933            |
| 176º | Conchas                                                               | 433,0      | 1916 | 1896   | 1892            |
|      | Salgado (distrito policial de Conchas)                                |            |      |        | 1919            |
|      | São João do Rio do Peixe (distrito policial de Conchas)               |            |      |        | 1922            |
| 177º | Juqueri                                                               | 433,0      | 1889 | 1642   | 1842            |
|      | Franco da Rocha (distrito de Juqueri)                                 |            |      | 1934   | 1914            |
| 178º | Ribeirão Bonito                                                       | 430,0      | 1890 | 1882   | n/d             |
|      | Guarapiranga (distrito de Ribeirão Bonito)                            |            |      | 1906   | n/d             |
|      | Santa Clara (distrito de Ribeirão Bonito)                             |            |      | 1935   | 1935            |
| 179º | Cotia                                                                 | 427,0      | 1856 | 1723   | 1842            |
|      | Carapicuíba (distrito policial de Cotia)                              |            |      |        | 1928            |
|      | Itapevi (distrito de Cotia)                                           |            |      | 1920   |                 |
|      | Estação de São João (distrito policial de Cotia)                      |            |      |        | 1937            |
| 180º | Itatiba                                                               | 417,0      | 1857 | 1830   | 1842            |
|      | Morungaba (distrito de Itatiba)                                       |            |      | 1891   | 1891            |
| 181º | Viradouro                                                             | 415,0      | 1916 | 1906   | 1905            |
|      | Terra Roxa (distrito de Viradouro)                                    |            |      | 1925   | 1923            |
| 182º | Paraguassú                                                            | 410,0      | 1924 | 1923   | 1922            |
|      | Borá (distrito de Paraguassú)                                         |            |      | 1934   | 1929            |
| 183º | Silveiras                                                             | 408,0      | 1842 | 1830   | 1842            |
|      | Macacos (distrito policial de Silveiras)                              |            |      |        | 1922            |
| 184º | Catanduva                                                             | 405,0      | 1917 | 1909   | 1905            |
|      | Catupiri (distrito de Catanduva)                                      |            |      | 1920   | 1921            |
|      | Eliziário (distrito de Catanduva)                                     |            |      | 1923   | 1920            |
|      | Palmares (distrito de Catanduva)                                      |            |      | 1907   | 1897            |
|      | Vila Novais (distrito de Catanduva)                                   |            |      | 1924   | 1923            |
| 185º | Pitangueiras                                                          | 402,0      | 1893 | 1892   | 1889            |
|      | Ibitiúva (distrito de Pitangueiras)                                   |            |      | 1919   | 1915            |
|      | Taquaral (distrito de Pitangueiras)                                   |            |      | 1919   | 1909            |
| 186º | Caconde                                                               | 400,0      | 1864 | 1775   | 1842            |
|      | Santo Antônio da Barra (distrito de Caconde)                          |            |      | 1936   | 1937            |
| 187º | Duartina                                                              | 375,0      | 1926 | 1922   | 1925            |
|      | Gralha (distrito de Duartina)                                         |            |      | 1924   | 1916            |
| 188º | Guarulhos                                                             | 375,0      | 1880 | 1685   | 1842            |
| 189º | Serra Negra                                                           | 375,0      | 1859 | 1841   | 1842            |
|      | Lindóia (distrito de Serra Negra)                                     |            |      | 1899   | 1895            |
| 190º | Campos do Jordão                                                      | 366,0      | 1934 | 1915   | 1896            |
|      | Santo Antônio do Pinhal (distrito de Campos do Jordão)                |            |      | 1880   | 1935            |
| 191º | Caraguatatuba                                                         | 365,0      | 1857 | 1847   | 1842            |
| 192º | Guará                                                                 | 365,0      | 1925 | 1914   | 1917            |
|      | Bacuri (distrito policial de Guará)                                   |            |      |        | 1936            |
| 193º | Santo Antônio da Alegria                                              | 358,0      | 1885 | 1866   | 1875            |
| 194º | Borborema                                                             | 353,0      | 1925 | 1909   | 1909            |
|      | Vila Orestina (distrito policial de Borborema)                        |            |      |        | 1934            |
| 195º | Amparo                                                                | 350,0      | 1857 | 1839   | 1842            |
|      | Monte Alegre (distrito de Amparo)                                     |            |      | 1887   | 1887            |
| 196º | Cruzeiro                                                              | 350,0      | 1901 | 1891   | 1884            |
|      | Embaú (distrito policial de Cruzeiro)                                 |            |      |        | n/d             |
|      | Quilombo (distrito policial de Cruzeiro)                              |            |      |        | 1936            |
|      | Itagaçaba (distrito de Cruzeiro)                                      |            |      | 1921   | 1923            |
| 197º | Taquari                                                               | 350,0      | 1925 | 1896   | 1889            |
| 198º | Piracaia                                                              | 345,0      | 1859 | 1836   | 1842            |
| 199º | São Vicente                                                           | 345,0      | 1532 | 1532   | 1842            |
| 200º | Caçapava                                                              | 343,0      | 1855 | 1850   | 1842            |
|      | Caçapava Velha (distrito policial de Caçapava)                        |            |      |        | 1924            |
|      | Guamirim (distrito policial de Caçapava)                              |            |      |        | 1922            |
| 201º | Santa Branca                                                          | 336,0      | 1856 | 1841   | 1842            |
| 202º | Monte Mór                                                             | 333,0      | 1871 | 1832   | 1842            |
|      | Elias Fausto (distrito de Monte Mór)                                  |            |      | 1925   | 1907            |
|      | Cardeal (distrito policial de Monte Mór)                              |            |      |        | 1935            |
| 203º | Cajobi                                                                | 330,0      | 1926 | 1908   | 1901            |
|      | Monte Verde (distrito policial de Cajobi)                             |            |      |        | 1929            |
|      | Marcondésia (distrito de Cajobi)                                      |            |      | 1925   | 1927            |
| 204º | Pontal                                                                | 318,0      | 1935 | 1907   | 1908            |
| 205º | Anápolis                                                              | 315,0      | 1897 | 1890   | 1890            |
| 206º | Joanópolis                                                            | 315,0      | 1895 | 1893   | 1891            |
| 207º | Porangaba                                                             | 307,0      | 1927 | 1885   | 1880            |
|      | Torre de Pedra (distrito de Porangaba)                                |            |      | 1922   | 1922            |
| 208º | Jambeiro                                                              | 303,0      | 1876 | 1872   | 1872            |
| 209º | Orlândia                                                              | 303,0      | 1909 | 1909   | 1908            |
|      | Sales Oliveira (distrito de Orlândia)                                 |            |      | 1906   | 1905            |
| 210º | Boituva                                                               | 300,0      | 1937 | 1906   | 1899            |
| 211º | Gália                                                                 | 295,0      | 1927 | 1926   | n/d             |
|      | Fernão Dias (distrito de Gália)                                       |            |      | 1928   | 1930            |
| 212º | Mundo Novo                                                            | 293,0      | 1928 | 1921   | 1919            |
|      | São João de Itaguassú (distrito policial de Mundo Novo)               |            |      |        | 1926            |
| 213º | Santa Bárbara                                                         | 290,0      | 1869 | 1842   | n/d             |
| 214º | Vila Bela                                                             | 280,0      | 1934 | 1805   | 1842            |
|      | Piraiqué (distrito policial de Vila Bela)                             |            |      |        | 1911            |
| 215º | Serra Azul                                                            | 275,0      | 1927 | 1893   | 1887            |
| 216º | Laranjal                                                              | 270,0      | 1917 | 1896   | 1895            |
| 217º | Presidente Alves                                                      | 265,0      | 1927 | 1914   | 1913            |
| 218º | Brodowsky                                                             | 260,0      | 1913 | 1902   | 1899            |
| 219º | Leme                                                                  | 257,0      | 1895 | 1891   | 1889            |
| 220º | Santa Rosa                                                            | 254,0      | 1910 | 1896   | 1893            |
| 221º | Palmeiras                                                             | 243,0      | 1885 | 1881   | 1879            |
| 222º | Indaiatuba                                                            | 230,0      | 1859 | 1830   | 1842            |
| 223º | Tremembé                                                              | 228,0      | 1896 | 1891   | 1890            |
| 224º | Tapiratiba                                                            | 225,0      | 1928 | 1906   | 1900            |
| 225º | Ariranha                                                              | 223,0      | 1918 | 1907   | 1901            |
| 226º | Ourinhos                                                              | 222,0      | 1918 | 1915   | 1910            |
| 227º | Inácio Uchôa                                                          | 220,0      | 1925 | 1913   | 1912            |
| 228º | Cabreúva                                                              | 215,0      | 1859 | 1830   | 1842            |
| 229º | Pedreira                                                              | 215,0      | 1896 | 1890   | 1889            |
| 230º | Salto                                                                 | 215,0      | 1889 | 1885   | 1888            |
| 231º | Vargem Grande                                                         | 215,0      | 1921 | 1891   | 1888            |
| 232º | Dourado                                                               | 212,0      | 1897 | 1891   | 1885            |
| 233º | Barra Bonita                                                          | 210,0      | 1912 | 1896   | 1893            |
| 234º | Porto Ferreira                                                        | 210,0      | 1896 | 1888   | 1881            |
| 235º | São João da Bocaina                                                   | 208,0      | 1891 | 1891   | 1890            |
| 236º | Pereiras                                                              | 203,0      | 1889 | 1876   | n/d             |
| 237º | Chavantes                                                             | 200,0      | 1922 | 1917   | 1917            |
|      | Fortuna (distrito policial de Chavantes)                              |            |      |        | 1930            |
|      | Irapé (distrito de Chavantes)                                         |            |      | 1935   | 1923            |
| 238º | Ibirá                                                                 | 200,0      | 1921 | 1906   | 1901            |
|      | Vila Ventura (distrito policial de Ibirá)                             |            |      |        | 1929            |
| 239º | Mineiros                                                              | 198,0      | 1898 | 1891   | 1890            |
| 240º | Areias                                                                | 190,0      | 1816 | 1801   | 1842            |
| 241º | Pinheiros                                                             | 186,0      | 1937 | 1845   | n/d             |
|      | Lavrinhas (distrito de Pinheiros)                                     |            |      | 1917   | 1906            |
| 242º | Guararema                                                             | 185,0      | 1898 | 1890   | n/d             |
|      | Escada (distrito policial de Guararema)                               |            |      |        | 1917            |
| 243º | Santa Adélia                                                          | 182,0      | 1916 | 1910   | 1914            |
|      | Ururaí (distrito de Santa Adélia)                                     |            |      | 1919   | 1911            |
|      | Vila Botelho (distrito de Santa Adélia)                               |            |      | 1936   | 1933            |
| 244º | Queluz                                                                | 175,0      | 1842 | 1803   | 1842            |
|      | Bianor (distrito policial de Queluz)                                  |            |      |        | 1933            |
| 245º | Bica de Pedra                                                         | 165,0      | 1913 | 1896   | 1894            |
| 246º | Redenção                                                              | 165,0      | 1935 | 1860   | n/d             |
| 247º | Fernando Prestes                                                      | 162,0      | 1935 | 1914   | 1915            |
|      | Vila Camargo (distrito de Fernando Prestes)                           |            |      | 1936   | 1923            |
| 248º | Rio das Pedras                                                        | 160,0      | 1894 | 1889   | 1888            |
|      | Saltinho (distrito de Rio das Pedras)                                 |            |      | 1922   | 1922            |
| 249º | Cedral                                                                | 157,0      | 1929 | 1919   | 1919            |
| 250º | Torrinha                                                              | 157,0      | 1922 | 1896   | 1893            |
| 251º | Vila Americana                                                        | 150,0      | 1924 | 1904   | 1893            |
|      | Nova Odessa (distrito policial de Vila Americana)                     |            |      |        | 1935            |
| 252º | Grama                                                                 | 144,0      | 1925 | 1896   | 1897            |
| 253º | Óleo                                                                  | 143,0      | 1917 | 1891   | 1890            |
|      | Batista Botelho (distrito de Óleo)                                    |            |      | 1925   | 1936            |
|      | Mandaguari (distrito policial de Óleo)                                |            |      |        | 1919            |
| 254º | Aparecida                                                             | 140,0      | 1928 | 1891   | 1915            |
|      | Roseira (distrito policial de Aparecida)                              |            |      |        | 1890            |
| 255º | Pindorama                                                             | 140,0      | 1925 | 1917   | 1915            |
| 256º | Piquete                                                               | 137,0      | 1891 | 1875   | n/d             |
| 257º | Guarujá                                                               | 133,0      | 1934 | 1922   | 1926            |
|      | Bocaina (distrito policial de Guarujá)                                |            |      |        | 1937            |
| 258º | Vera Cruz                                                             | 131,0      | 1934 | 1929   | 1929            |
| 259º | Monte Azul                                                            | 130,0      | 1914 | 1903   | 1900            |
| 260º | Águas da Prata                                                        | 127,0      | 1935 | 1925   | n/d             |
| 261º | Bocaiúva                                                              | 120,0      | 1924 | 1912   | 1905            |
| 262º | Bernardino de Campos                                                  | 113,0      | 1923 | 1917   | 1908            |
| 263º | Ipaussú                                                               | 100,0      | 1915 | 1898   | 1898            |